# سیلوستر بلت
سیلوستر بلت (به انگلیسی: Silvester Belt) (زاده ۲۶ نوامبر ۱۹۹۷) خواننده و ترانه‌سرا اهل لیتوانی است.
او نماینده لیتوانی در یوروویژن ۲۰۲۴ بود.